# Harpagoxenus
Harpagoxenus és un gènere de formigues de la subfamília dels mirmicins (Myrmicinae). Té una distribució holàrtica, incloent-hi la península Ibèrica.

## Espècies
El gènere Harpagoxenus inclou 3 espècies, de les quals una viu a la península Ibèrica:
- Harpagoxenus canadensis Smith, 1939
- Harpagoxenus sublaevis (Nylander, 1849) - present a la península Ibèrica
- Harpagoxenus zaisanicus Pisarski, 1963